# درمان نئوپلاسم
برای درمان نئوپلاسم به صورت کلی چهار نوع درمان مورد استفاده قرار می‌گیرد:
۱. شیمی درمانی ( استفاده از داروها برای کشتن سلولهای سرطانی ) .
۲. پرتو درمانی ( استفاده از مقادیر زیادی اشعه x یا سایر پرتوهای پر انرژی برای کشتن سلولهای سرطانی ).
۳. جراحی
۴. درمان‌های زیست شناختی ( استفاده از دستگاه ایمنی بدن برای مبارزه یا سرطان )
انتخاب هر روش درمانی به نوع سرطان، میزان گسترش (مرحله) و میزان بدخیمی سلولها (درجه) بستگی دارد. مثلاً روش جراحی در درمان سرطانهای خونی چندان کاربردی ندارد. بسیاری از اوقات استفاده از دو یا چند روش درمانی برای معالجه بک بیمار لازم می‌شود مانند جراحی ماستکتومی و برداشتن پستان در سرطان سینه و رادیوتراپی یا شیمی درمانی برای نابود کردن سلولهای سرطانی باقی‌مانده احتمالی.

## شیمی درمانی
در شیمی درمانی از داروهای نابودکننده سلولهای سرطانی استفاده می‌شود، دارو ممکن است به صورت قرص یا تزریق عضلانی یا وریدی به بیمار داده شود . شیمی درمانی یک درمان فراگیر است زیرا دارو وارد جریان خون شده، در تمام بدن سیر کرده و سلولهای سرطانی را هر کجا که باشند از بین می‌برد. اصولاً داروهای شیمی درمانی چندان اختصاصی نیستند و بر روی سایر سلولهای در حال تکثیر نیز اثر می‌کنند مانند فولیکول مو، سلولهای مغز استخوان و سلولهای گوارش لذا این نوع درمان دارای عوارض جانبی زیادی است.

## پرتو درمانی
در پرتو درمانی با استفاده از اشعه x یا سایر پرتوهای پر انرژی سلولهای سرطانی را کشته و اندازه تومور را کوچک می‌کنند . پرتو درمانی برای برخی سرطان‌ها مانند سرطان‌های پلاسما سل معمولاً توسط دستگاهی که خارج از بدن بیمار قرار دارد ( پرتو درمانی خارجی ) انجام می‌شود و لی گاه توسط دستگاهی که داخل بدن کار گذاشته می‌شود مانند برخی سرطانهای تناسلی زنان این کار انجام می‌شود.

## درمانهای زیست شناختی
درمانهای زیست شناختی بدن را وادار به مبارزه با سرطان می‌کنند در این روش از موادی که توسط خود بدن ساخته می‌شود یا در آزمایشگاه تولید می‌گردد برای تقویت و تحریک دستگاه دفاعی بدن در برابر بیماریها استفاده می‌شود . گاهی این نوع درمان " ایمنی درمانی " یا " اصلاح پاسخ زیستی " نامیده می‌شود . این درمان مشتمل بر بازسازی، تحریک، هدایت و تقویت سیستم طبیعی دفاعی بدن بیمار است. به‌کارگیری عواملی مانند اینترفرون، سلول‌هایی که فعالیت ضدتوموری مستقیم دارند، و پادتن‌های تک‌تیره رشد سرطان را کاهش می‌دهد.

## پیوند مغز استخوان
پیوند مغز استخوان روشی برای جایگزین کردن مغز استخوان بیمار با مغز استخوان سالم است . ابتدا تمام مغز استخوان فرد با مقادیر بالای داورهای ضد سرطان همراه یا بدون پرتو درمانی، تخریب می‌شود . پس از فدر دیگری ( دهنده ) که از لحاظ ژنتیکی شباهت زیادی به بیمار دارد، مغز استخوان سالم را برداشت می‌کنند این فرد دهنده ممکن است برادر یا خواهر دو قلوی بیمار ( بهترین حالت )، برادر یا خواهر معمولی یا فردیکه هیچگونه نسبتی با بیمار ندارد باشد. مغز استخوان سالم فرد دهنده را از طریق یک سوزن وارد سیاهرگ بیمار می‌کنند تا جایگزین مغز استخوان تخریب شده گردد . پیوند مغز استخوانی که از فردی غیر از خود بیمار گرفته می‌شود " پیوند مغز استخوان آلوژنیک " نامیده می‌شود . نوع دیگری پیوند مغز استخوان " پیوند اتولوگ "است، در این نوع پیوند، مغز استخوان خود بیمار برداشت شده و سپس بیمار را تحت درمان با داروهای شیمی درمانی قرار می‌دهند تا سلولهای سرطانی وی کشته شوند . در مرحله بعد مغز استخوان پاک شده را منجمد و نگهداری می‌کنند . سپس به بیمار مقادیر زیادی شیمی درمانی همراه یا بدون پرتو درمانی می‌دهند تا مابقی مغز استخوان وی، تخریب شود . نهایتاً مغز استخوان منجمد شده را گرم کرده و از طریق یک سوزن وارد سیاهرگ بیمار می‌کنند تا جایگزین مغز استخوان تخریب شده وی گردد . نوع دیگری از پیوند اتولوگ، پیوند سلول مادر خون محیطی نام دارد . خون بیمار از دستگاهی عبور داده می‌شود که بتوسط آن سلولهای مادر ( سلولهای نا بالغی که مادر سلولهای خونی هستند ) برداشته شده و خون معمولاً وارد بدن فرد می‌شود . این روش " لوکوفرز " ( Leukopheresis ) نام دارد و معمولاً ۳ تا ۴ ساعت بطول می‌انجامد . سلولهای مادر برداشت شده تحت درمان قرار می‌گیرند تا سلولهای سرطانی کشته شوند، پس محصول بدست آمده را منجمد کرده تا در زمان مقتضی به بیمار بدهند، این روش ممکن است به تنهایی یا همراه با پیوند مغز استخوان اتولوگ انجام شود . در صورتی‌که امکان پیوند مغز استخوان در بیمارستان و به تعداد بیش از ۵ بار در سال برای بیمار مهیا باشد شانس بهبودی افزایش می‌یابد .

## سایر روش‌ها
البته روش‌های زیر نیز در درمان سرطان به کار رفته‌اند:
- ژن درمانی
- هایپرترمیا
- درمان فوتودینامیک (بکارگیری رنگ و نور): در این شیوه رنگ به داخل یک رگ تزریق و سپس در تمام بدن منتشر می‌شود. پس از چند روز، این رنگ تنها در سلولهای بدخیم باقی می‌ماند. سپس نور قرمز رنگ لیزری به سلول تابانده می‌شود و رنگ درون سلول سرطانی این نور را جذب می‌کند. این امر منجر به واکنش فوتوشیمیایی که ویرانگر سلول‌ها است می‌شود.